# Кудря Данило Євменович
Данило Євменович Кудря (9 грудня (28 листопада) 1885 — після 1961) — політичний, військовий, банківський і кооперативний діяч.

## Біографія
Народився на хуторі Березівський (Полтавська губернія) в заможній селянській родині. Закінчив Казанське піхотне училище (1906). Учасник російсько-японської війни 1904—1905 та Першої світової війни, штабс-капітан (1916). 1908–18 — член Партії соціалістів-революціонерів. 1917 — голова солдатського комітету 41-го корпусу. У жовтні 1917 Генеральний секретаріат Української Центральної Ради призначив Кудрю комісаром Південно-Західного фронту, наприкінці 1917 його обрано головнокомандувачем. 1918 примкнув до партії боротьбистів. Від серпня 1919 — керівник протиденікінського боротьбистського підпілля в Одесі. Згодом, до жовтня 1919, — заступник наркома продовольства УСРР, виступав проти більшовицької так званої продовольчої диктатури. 1920 — один із керівників Харківського губернського комітету Української комуністичної партії (боротьбистів), потім — член КП(б)У, очолював продовольчий відділ Галицького революційного комітету 1920. У 1920–30-ті рр. — на керівній кооперативній, господарській, фінансовій роботі.
1922 як член правління Українбанку в Харкові був одним з перших акціонерів українсько-американського видавничого товариства комуністичного спрямування «Космос». Восени 1928 як управитель Укрсільбанку — чільний учасник таємних переговорів із західноукраїнською кооперацією у Львові та Варшаві «під дахом» Повноважного представництва СРСР у Польщі й загальним керівництвом «українського» радника Повпредства Юрія Коцюбинського. Кооперація УСРР виділила західноукраїнським колегам товарний кредит у 100 тисяч золотих рублів — харківські урядовці розраховували таким чином опанувати розгалужену мережу кооперативів Західної України. Але задум зазнав фіаско.
Був ініціатором створення й заступником голови правління (фактичним керівником) пайового товариства «Укрробсельтеатр», що його формально очолював Панас Любченко, метою якого була фінансова підтримка вітчизняного театрального мистецтва. Діяльний учасник українізації опери 1920-х років, особисто брав участь у переговорах щодо ангажування низки провідних московських співаків (А.Нежданової, Л.Собінова та ін.) для виконання партій українською мовою в оперних театрах Харкова, Києва і Одеси.
Заарештований 12 грудня 1934 на посаді директора Всеукраїнської контори Банку фінансування соціалістичного сільського господарства СРСР за обвинуваченням у належності до керівного центру «Контрреволюційної підпільної боротьбистської організації». Тоді ж виключений з КП(б)У. Кудрі інкримінувалося, що «як управитель Всеукраїнської контори Сільськогосподарського банку, на ґрунті своїх націоналістичних переконань, у період 1932–34 рр. провадив шкідницьку діяльність у справі фінансування сільського господарства». 28 березня 1935 виїзною сесією Військової колегії Верховного суду СРСР у Києві засуджений до 7 років позбавлення волі. Після подання апеляції справа Кудрі вдруге розглядалася 7–18 червня 1935 року Спецколегією Верховного суду УСРР, яка засудила його до страти. Президія ЦВК УСРР замінила вирок 10 роками таборів. Покарання відбував у відділеннях Дальлагу НКВС СРСР у Хабаровському краї РРФСР. Звільнений 10 квіт. 1947. До 20 травня 1948 працював майстром з переробки овочів у «Торгплодовочі» м. Бєлгород Курської області. Згодом завідував Харабалинським опорним пунктом Всесоюзного НДІ консервної промисловості в с. Харабали Астраханської області (РРФСР).
Вдруге заарештований 12 травня 1950 Управлінням Міністерства державної безпеки СРСР по Астраханській області. Згідно з постановою Особливої наради при міністрі держбезпеки СРСР від 19 серпня 1950, «за належність до есерів й націоналістичної організації» засланий на поселення до Акмолинської області Казахської РСР.
Військова колегія Верховного суду СРСР від 4 серпня 1956 року скасувала вирок від 28 березезня 1935 року «за відсутністю складу злочину». 30 листопада 1956 року Судова колегія з кримінальних справ Верховного суду РРФСР скасувала постанову щодо Кудрі Особливої наради при МДБ СРСР від 19 серпня 1950 року.
Згодом мешкав на станції Пєрєдєлкіно під Москвою, листувався з Юрієм Смоличем, не приховуючи власної української національної ідентичності.